# ホットバージョン
『ホットバージョン』 (Hot-Version) とは、株式会社HVプロジェクトの発行で、講談社より発売されているカー・ビデオマガジン。

## 概要
国内著名レーシングドライバーによるインプレッションなどを中心とした映像媒体の自動車雑誌として、1991年7月に2&4モータリング社（講談社グループ）より創刊。同社から刊行されていた『ベストモータリング』の増刊的な扱いであり、市販車インプレッションが中心の『ベストモータリング』に対して最新チューニングカーを多く取り扱うほか、「峠最強伝説」「モータースポーツドキュメント」などが収録されている。
事実上のライバル誌である『ビデオオプション』（三栄書房・サンプロス、以下V-OPT）が全日本プロドリフト選手権（D1グランプリ）をプッシュしているのに対し、本誌は対抗イベントであるドリフトマッスル→ドリフトキングダムを支援しており、その大会の模様などが収録されることが多い。企画趣旨の違いなどについては後述。
2011年4月25日、『ベストモータリング』と共に休刊することが発表された。『ベストモータリング』はそのまま終了を迎えたものの、本誌へは復刊の要望が多く寄せられたことから、編集長だった本田俊也が新たに設立した「HVプロジェクト」に発行元を移管。同年8月11日に復刊を果たしている。
2019年7月15日、Vol.158（発売日：2019.6.8）の発売をもってディスク版の販売を取りやめること、併せて今後はAmazonプライム・ビデオ及びYouTubeの有料チャンネル会員向け動画として配信する形態となることが発表された。

### ビデオオプションとの関係
『ビデオオプション』では「いかす走り屋チーム天国」発祥のD1グランプリや筑波スーパーラップなど、コンテストを中心とした企画が催されている。
一方で本誌は出演者などに共通点が存在していたが、母体となった『ベストモータリング』の影響からレースを中心とした企画が組まれているほか、ドリフトマッスルがコーナーとなる以前にはドリフトを扱った企画が組まれることがあったものの、D1のコンテスト系ドリフトとは違う、あくまでコースを速く駆け抜けるための「レーシングドリフト」としての企画が組まれていた。同企画には岡村和義やバン・ギットンJRなど、D1ドライバーも出演したことがあったが、その趣旨が変わることは無かった。

## 主なコーナー
峠最強伝説
Vol.60で初登場。本誌の看板企画であり、ストリートチューンNo1の称号「魔王」を獲得するべく集結したチューニングカーの性能を、公道の峠コースに見立てた群馬サイクルスポーツセンター舞台に比較する。エントリーカーは3クラス（後述）に分かれて予選を行い、各クラス上位によるトーナメントバトルで「魔王」が決定される。当初はドライバーの技量を競っていたが、のちに主題が車の性能比較へと移っていった。
2008年度は、参加ドライバーであった伊藤がセッティング作業中のクラッシュにより重傷を負ったことで、大会自体が中止となる。翌2009年に再開されたものの、以降は青天井だった馬力に一定の制限が設けられるようになった。
峠最強伝説　番外編
通常、峠最強伝説は群馬サイクルスポーツセンターの施設を利用して収録するが、実際の一般道路、つまり、本物の公道を区間封鎖の上、収録しているのが峠最強伝説 番外編である。
現在、2019年より兵庫県養父市に位置するハチ高原、但馬アルペンロードを封鎖した公道レースイベント『ハチ高原ヒルクライム』を舞台に年に一度、秋に収録されている。
実際の公道の峠を封鎖して収録しているのは、この峠最強伝説 番外編だけである。
出演は土屋圭市、梅本淳一の他、魔王S2000やN2AE86、GRヤリス、そして、一般エントラントのSTI-WRX、ポルシェGT3など様々な車両である。
峠最強伝説と違う点は本物の公道かつ峠を封鎖した公道レースイベントを舞台に収録していること、そして、公道レースイベントの観戦エリアやサービスパークでの収録の様子が公開されていることである。
そのため、峠最強伝説としては唯一、収録の様子を見ることができたり、土屋圭市やその他、出演者、車両と触れ合うことができる。
収録した映像はYouTubeのベストモータリング公式チャンネルにてある一定の期間、メンバー限定で公開された後、一般公開されている。
マイカーチャレンジ
読者の愛車にプロドライバーが乗り、数周のラップタイムで勝敗を争う。不慣れな車にプロドライバーがいかに適応できるかが勝負の要となる。
AE86 N2決戦
N2仕様に改造されたハチロクで勝敗を競う。当初は筑波サーキットを舞台とした企画で、これを中心として「AE86 CLUB」が発刊されたが、現在は本誌の1コーナーへと戻っている。
モータースポーツドキュメント
ホットバージョンキャスターのモータースポーツ活動を追ったドキュメント。主にSUPER GTのGT500クラスにスポットが当てられる。土屋を扱ったドキュメントに関しては、ジャパン・スーパースポーツ・セダンレース、グループA、JTCC、ル・マン24時間耐久レースと、殆どのカテゴリーを網羅していた。
〜Vol.66:土屋圭市
〜Vol.75:織戸学・脇阪寿一
〜Vol.90:脇阪寿一・伊藤大輔
〜Vol.99:伊藤大輔
単一カテゴリー、単一ドライバーを扱うコーナーとしてはVol.99で一度終了を迎えたが、Vol.101では土屋圭市の耐久レース参加を、Vol.103では再びSUPER GTを扱った。また、Vol.97のレーシングドキュメントでは、伊藤の負傷から復帰までを描いたものとなっている。

## 出演者
ここではメイン企画に出演するドライバーを中心に並べる。
土屋圭市
メイン司会として初回からほぼすべての回に出演している。「ドリドリ」「魔王」の愛称で親しまれている。
織戸学
「オリダー」、あるいは「MAX」の愛称で親しまれている常連ドライバーの1人だが、かつては走り屋であった旨がよく紹介されている。全日本GT選手権に初参戦した1996年に初出演して以来、レギュラーキャスターとして出演を続けている。
谷口信輝
織戸と共にレギュラーキャスターの1人。現在はプロとして活動するが、初期の『ベストモータリング』や本誌で一般読者のサーキットドライブ企画に参加し、土屋などから太鼓判を押されていた。キャリアの初期には土屋率いる「ドリテク軍団」の1人として、レーススキルの向上を目指す企画も組まれている。

## 過去の出演者
後述する大井貴之を始めとして、初期は『ベストモータリング』のキャスター陣が並行して出演していた。しかし、企画趣旨が徐々に走り屋路線に進むに従って、出演者の棲み分けが進むようになった。
大井貴之
『ベストモータリング』副編集長を務めていた初期に多く出演。土屋との2枚看板でコメンテーターや対決ドライバーを担当していた。
飯田章
レギュラーキャスターの1人。主に対決企画のドライバーとして出演。
土屋武士
織戸と共にGT300に参戦していた1990年代後半から出演を重ねる。出演初期については、MCとしての出演よりも、対決ドライバーとしてのインプレッションを主に任されていた。
伊藤大輔
織戸や脇阪らと並ぶ常連ドライバーとして2000年代半ばから多く出演。特に土屋が現役引退後は監督やアドバイザーとして現在も所属しているARTAとの関連もあり、出演を重ねていくこととなった。
脇阪寿一
現在は、SUPER GTで活躍中。土屋から「ジュイ坊」と呼ばれていた時期がある。
服部尚貴
常連ドライバーであったほか、本誌から独立した「VTEC CLUB」にも出演していた。本誌創刊当時の『ベストモータリング』キャスター陣で、唯一両誌へ並行出演を続けたドライバー。
ピストン西沢
2000年代に入り、出演を重ねるようになる。本業のラジオパーソナリティの腕も活かし、イベントや対決企画での司会進行も勤めた。
市嶋樹
ホンダ車専門チューニングメーカーSPOON代表取締役。ホンダやVTECにまつわる企画に多く出演し、ドライバーとしても出演する他、後に独立した「VTEC CLUB」では「相談役」としてレギュラー出演している。
稲田大二郎
本誌とライバル関係にあった『Option』創立者。土屋のD1グランプリとそれに伴うV-OPTからの離脱、ドリフトマッスル立ち上げに同調し、ドリフトマッスルが本誌の1コーナーになったため、同大会審査員として出演している。
川崎俊英
初期から2000年代前半まで出演。仙台ハイランドを拠点に東北のレースで活躍していたドライバーで、土屋圭市の弟子でもある。「ハイランド」をもじった「ランダー」の愛称で親しまれる。その後、織戸と共に参戦していた「ミラージュカップ」のシリーズ戦で織戸を破って逆転チャンピオンを獲得した時は一時「チャッピー」とも呼ばれた。ドライビングの腕も年々上達し、ハンデ戦を組まれてこそいたものの、徐々にそのハンデは小さくなり、土屋を始めとしたプロドライバー達にも対等に渡り合うようになる他、マイカーチャレンジで対決ドライバーに指名されるほどになった。また特別企画「AE86 CLUB」では、参加ショップの雇われドライバーとしてもレースに出走した。ドライバーとしての出演の他、出演当時「オートランド山形」という中古車店兼チューニングショップを経営していた腕を買われ、中古車や読者所有車を用いた企画にも頻繁に登場していた。一時、「言い訳がましい」との理由で「断髪式」が催され、丸刈り頭で出演していた時期もある。2018年現在、山形県内で「Kpowers」という中古車店兼チューニングショップを営んでいる。
隠岐武嗣
N1耐久シリーズ（現：スーパー耐久シリーズ）のエンジニアとして出演し、読者に向けてのチューニングアドバイスやメンテナンス方法、さらにデータロガー「Piシステム」を使用してのドライビングの違いを分析し解説していた。2000年代を最後に出演してなかったが、Vol.126にて2005年頃からフィリピンへ移住をして暮らしている事が判明した。

## ナレーション
- 平野義和
- 大森章督
- 窪田等（主に密着ドキュメントを担当）
- 荻島正己（Vol.7までのメインコーナーを担当）
- キートン山田（Vol.8に出演）

## 姉妹誌
VTEC CLUB
本誌内の1コーナーであったが、独立し単独誌として創刊される。1年に1本のペースで発売されており2009年11月現在Vol.7が最新刊となる。
AE86 CLUB
AE86のみを扱う。内容はチューニング・メンテナンス・筑波N2決戦など。VHSでの発売であったが、現在は内容の復刻版DVDが発売されている。